# Partito Giustizialista
Il Partito Giustizialista (in spagnolo Partido Justicialista, PJ) è un partito politico di orientamento peronista e populista dell'Argentina, fondato nel 1947 da Juan Domingo Perón come Partito Peronista. Assunse l'attuale denominazione nel 1964.
Per gran parte del XX secolo è stato assieme all'Unione Civica Radicale uno dei principali partiti politici argentini creando una sorta di bipartitismo. L'ideologia del partito è il justicialismo (giustizialismo). I governi peronisti vennero travolti per ben due volte da golpe di militari e il partito venne messo al bando per ben due volte dai militari. Il giustizialismo vinse la Presidenza della Nazione Argentina: Juan Domingo Perón (1946 e 1952), Héctor José Cámpora (1973), Juan Domingo Perón (nuovamente nel 1973), Carlos Menem (1989 e 1995), Néstor Carlos Kirchner (2003) e Cristina Fernández de Kirchner (2007 e 2011).
Nel 2003 il partito subisce una scissione: la sinistra del partito si riunisce assieme ad altri movimenti socialisti e socialdemocratici nella fazione e coalizione Frente para la Victoria di Néstor Kirchner e di sua moglie Cristina Fernández, altri esponenti più a destra danno vita a Proposta Repubblicana e Fronte Giustizialista. Solo negli anni 2020 i kirchneristi rientrano nel partito.

## Storia

### Il Gruppo Ufficiali Uniti
Precedente storico del PJ può essere considerato il GOU (Grupo de Oficiales Unidos), fondato nel 1943, organizzazione clandestina di militari contrari al governo di Ramón Castillo, espressione del cosiddetto decennio infame.
Tra i fondatori del GOU vi furono Miguel A. Montes, Urbano de la Vega e lo stesso Perón.
Il GOU ebbe parte attiva nell'organizzazione del colpo di Stato militare del 1943.

### Il Partito Laburista
Il colonnello Perón nel novembre 1943 era divenuto segretario del Departamento nacional del Trabajo (ministro del lavoro) in un governo di militari, e in questa veste ottenne larghissimo appoggio dai sindacati operai, da lui favoriti con una vasta politica di concessioni. Quando fu arrestato nell'ottobre 1945 ci fu in suo sostegno la cosiddetta “marcia dei descamisados". Rilasciato poco dopo, fondò, con il sostegno dei sindacati della CGT il Partito Laburista.

### Le due presidenze Perón

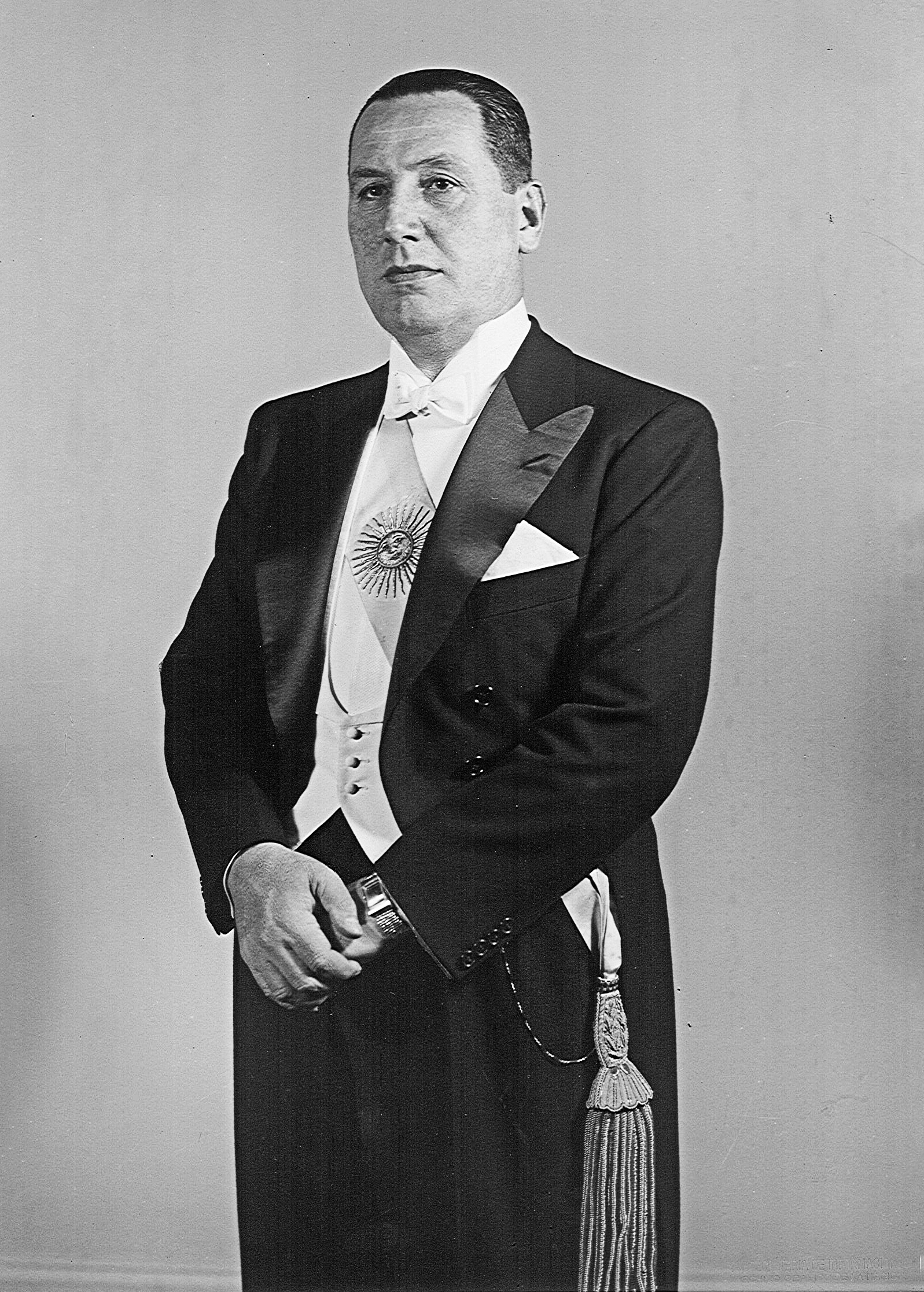
Juan Domingo Perón, ideologo e fondatore del Partito Giustizialista

Il sostegno popolare portò Perón a essere eletto presidente dell'Argentina nel febbraio 1946, con l'appoggio anche dei sindacati e della Chiesa cattolica. Perón era appoggiato dal Partito Laburista, da Luis Gayguidato dell'Unione Sindacale Argentina, dall'Unione Civica Radicale Giunta Rinnovatrice - composta da esponenti dell'UCR vicini a Perón - e dal Partito Indipendente, conservatori.
Nel novembre 1946, dal Partido Laborista, Peron fondò il "Partito Unico della Rivoluzione" che fu chiamato dal gennaio 1947 "Partito Peronista". Nel dicembre 1947 si tenne il primo congresso nazionale del partito.
Il Partito Indipendente entrò presto, a far parte del Partito Peronista.
La moglie Evita fu la promotrice il 26 luglio del 1949 della fondazione del Partito Peronista Femminile, di cui fu primo presidente fino al 1952. Al partito fu garantito il 33% degli incarichi ottenuti dal peronismo, mentre un altro 33% andava a esponenti del sindacato.
Perón perseguì una politica sociale a sostegno della classe operaia. Espanse il numero di lavoratori iscritti al sindacato e contribuì a rafforzare la Confederazione Generale del Lavoro (CGT). Definì questa come la «terza posizione» tra il capitalismo e il comunismo, essendo dichiaratamente anti-americano e anti-britannico da un lato e anticomunista dall'altro. Perón spinse molto anche verso l'industrializzazione del paese;
Nel 1952 Perón ottenne la rielezione alla presidenza, ma venne criticato, sia dai sindacati sia dalla Chiesa, per le limitazioni alla libertà di espressione, in particolare degli intellettuali che criticavano la difficile situazione economica. Nel 1955 Perón fu costretto da un colpo di Stato militare autodefinitosi "Revolucion Libertadora" ad abbandonare l'Argentina e il partito venne bandito dalla vita politica argentina, e non ammesso alle elezioni. Perón continuò a guidare il movimento peronista dall'esilio in Spagna.
Nel 1964 Perón ordinò la creazione di un nuovo partito, chiamandolo per la prima volta "Partido Justicialista".
Solo nelle presidenziali del 1973 furono riammessi i peronisti, per la prima volta con la lista del partito giustizialista, ma non Peron. Il 13 marzo fu così eletto presidente Héctor José Cámpora che revocò il bando per il generalisimo e si dimise convocando nuove elezioni. Peron ritornò dall'esilio in Spagna e in giugno venne rieletto presidente. L'anno successivo, però, morì e venne sostituito dalla moglie Isabel, che era stata eletta vicepresidente.
Nel 1976, Isabel venne deposta da un colpo di Stato militare. I militari governarono il paese fino al 1983, quando si ritornò alla democrazia.

### Il dopo-dittatura
Alle elezioni del 1983 il PJ venne battuto dall'Unione Civica Radicale, un tradizionale partito argentino liberale di centro-sinistra, e Raúl Alfonsín divenne il nuovo Presidente. Nel 1985 Isabel Perón lasciò la presidenza del partito.
Nel 1989 Carlos Menem, nuovo leader giustizialista, venne eletto presidente. Dopo una modifica della costituzione, che impediva la rielezione, Menem ottenne un secondo mandato. Menem guidò l'Argentina fino al 1999, si fece portatore di una politica neo-liberista, che allontanò il PJ dalle tradizionali posizioni di populista e solidarista.
Alle politiche del 1999 il PJ fu battuto dall'"Alleanza per il Lavoro, la Giustizia e l'Educazione", composta dall'UCR e dal Frepaso, composto a sua volta da socialdemocratici, democristiani e peronisti di sinistra, che avevano abbandonato il PJ in polemica con la linea liberista di Menem. L'Alleanza ottenne anche la vittoria del proprio candidato alle presidenziali, il radicale Fernando de la Rúa. De la Rua, però, fu costretto a dimettersi nel 2001, a causa delle manifestazioni popolari per la difficile situazione economica. 
Dopo presidenti ad interim durati pochi giorni (Ramón Puerta, Adolfo Rodriguez Saa, Camano, tutti di nomina parlamentare, fu Eduardo Duhalde a portare il paese alle elezioni generale dell'aprile 2003.

### La fine dell'unità peronista
Alle elezioni presidenziali del 2003, il PJ non presentò alcun candidato ufficiale alla presidenza della Nazione. Vi furono, però, ben tre peronisti, sui sei totali, a contendersi la presidenza: Menem, Adolfo Rodríguez Saá e Néstor Kirchner, peronista di sinistra, sostenuto dal Fronte per la Vittoria. Menem e Kirchner andarono al secondo turno e quest'ultimo risultò vincitore, dopo il ritiro di Menem al ballottaggio.
Alle legislative del 2005, il PJ ufficiale ottenne alla Camera appena il 6,75 dei voti ed elesse 9 deputati. Il deludente risultato fu dovuto alla presenza di altre due formazioni politiche entrambe "peroniste": il Fronte per la Vittoria, giustizialisti di sinistra, di Kirchner (29,9%) e il Fronte Giustizialista, centro-destra, di Duhalde e Rodríguez Saá (3,9%).
L'ex presidente Néstor Carlos Kirchner è divenuto presidente del partito nel 2008 e lo rimase fino al 2010. Tra le prime proposte di Kirchner come presidente del PJ è la fuoriuscita del partito dall'Internazionale Democratica Centrista e l'ingresso nell'Internazionale Socialista che ha come scopo di integrare il PJ all'interno del Socialismo dell'America Latina. Il progetto è in fase di trattativa ed è stato accolto favorevolmente da numerosi peronisti e dai dirigenti di numerosi partiti socialisti latino-americani. A seguito della sconfitta nel distretto della provincia di Buenos Aires alle elezioni parlamentari del 2009 Kirchner lascia la presidenza del partito ed è sostituito dal suo braccio destro Daniel Scioli.
La morte di Kirchner nel 2010 ha indebolito la sua corrente (Kirknherismo o peronismo "K") a favore delle altre tendenze.

### Situazione attuale
In vista delle elezioni presidenziali del 2011, le fratture all'interno del partito indicano una definitiva divisione con il peronismo "K" (nel "Fronte della Vittoria" che candideranno il presidente uscente, Cristina Kirknher che è stata rieletta, e il "Peronismo federal", all'opposizione, che negli anni ha raccolto le principali forze dissidenti, da Eduardo Duhalde ai fratelli Adolfo e Alberto Rodríguez Saá, oltre a Juan Carlos Romero, Felipe Solá e Francisco de Narvaez. A questa fazione è anche molto vicino Carlos Reutemann che, lasciato il partito, ha fondato nel 2009 un movimento locale Santa Fe Federal col quale è stato eletto nuovamente senatore.

## Ideologia

### Il manifesto peronista del 1950
I 20 punti del "Manifesto del Partido justicialista" furono enunziati nel 1950 da Perón.
- La vera democrazia è quella in cui il governo compie la volontà del popolo e difende un solo interesse: quello del popolo.
- Il peronismo è essenzialmente popolare. Ogni fazione politica è antipopolare e pertanto non è peronista.
- Il peronista lavora per il movimento. Colui che in nome del partito serve una fazione o un caudillo è peronista soltanto di nome.
- Per il peronismo c’è soltanto una classe di uomini: quella degli uomini che lavorano.
- Nella nuova Argentina il lavoro è un diritto che dà dignità all’uomo, ed è un dovere perché è giusto che produca almeno quanto consuma.
- Per un peronista non vi può essere niente di meglio di un altro peronista.
- Nessun peronista deve sentirsi di più di quello che è, né meno di quello che può essere. Quando un peronista comincia a sentirsi superiore a quello che è, sta già trasformandosi in un oligarca.
- Nell’azione politica, la scala dei valori di ciascun peronista è la seguente: prima la patria, poi il movimento e infine gli uomini.
- Per noi la politica non è un fine ma soltanto un mezzo per il bene della patria che è costituito dalla prosperità dei suoi figli e dalla sua grandezza nazionale.
- Le due braccia del peronismo sono la giustizia sociale e l’assistenza sociale. Con esse diamo al popolo un abbraccio di giustizia e di amore.
- Il peronismo aspira all’unità nazionale e non alla lotta. Desidera eroi ma non martiri.
- Nella nuova Argentina gli unici privilegiati sono i bambini.
- Un governo senza dottrina è come un corpo senz’anima. Perciò il peronismo ha una sua propria dottrina politica, economica e sociale: il giustizialismo.
- Il giustizialismo è una nuova concezione della vita, semplice, pratica, popolare, profondamente cristiana e profondamente umanista.
- Il giustizialismo, come dottrina politica, realizza l’equilibrio dell’individuo con quello della comunità.
- Il giustizialismo, come dottrina economica realizza l’economia sociale, mettendo il capitale al servizio dell’economia e quest’ultima al servizio del benessere sociale.
- Il giustizialismo, come dottrina sociale, realizza la giustizia sociale che dà a ciascuno il suo diritto in funzione sociale.
- Vogliamo un’Argentina socialmente giusta, economicamente libera e politicamente sovrana.
- Costruiamo un governo centralizzato, uno Stato organizzato e un popolo libero.
- In questo paese ciò che abbiamo di meglio è il popolo.»

### L'"eclettismo" del movimento peronista
Il PJ dalla propria fondazione al 1983 si caratterizzò per un partito populista, legato molto alla figura del proprio leader fondatore. Il PJ raccoglieva forze politiche molto diverse, basti pensare al Movimento Peronista Montonero, un gruppo paramilitare di giovani estremisti di sinistra, cacciati poi da Perón nel 1974, e all'Alleanza Anticomunista Argentina (la Tripla A), movimento paramilitare di estrema destra vicino ai movimenti neofascisti italiani e ai gruppi franchisti spagnoli.

## Presidenti
| N°   | Presidente                     | Mandato          | Mandato          | Vicepresidente(i)                                                                                           | Note                  |
| N°   | Presidente                     | Inizio           | Fine             | Vicepresidente(i)                                                                                           | Note                  |
| ---- | ------------------------------ | ---------------- | ---------------- | --- | --------------------- |
| 1    | Juan Domingo Perón             | 21 novembre 1946 | 1º luglio 1974   | |                       |
| 2    | María Estela Martínez          | 1º luglio 1974   | 21 febbraio 1985 | Deolindo Bittel                                                                                             |                       |
| 3    | Vicente Leonides Saadi         | 8 luglio 1985    | 10 gennaio 1988  | |                       |
| 4    | Antonio Cafiero                | 10 gennaio 1988  | 6 agosto 1990    | Carlos Menem                                                                                                |                       |
| 5    | Carlos Saúl Menem              | 10 agosto 1990   | 13 giugno 2001   | Eduardo Menem                                                                                               |                       |
| 6    | Rubén Marín                    | 13 giugno 2001   | 28 novembre 2001 | | ad interim            |
| (5)  | Carlos Saúl Menem              | 28 novembre 2001 | 11 giugno 2003   | |                       |
| 7    | Eduardo Fellner                | 11 giugno 2003   | 29 marzo 2004    | 1°: Carlos Reutemann 2°: Felipe Solá                                                                        | ad interim            |
| -    | Senza presidente               | 29 marzo 2004    | 6 settembre 2005 | |                       |
| 8    | Ramón Ruiz                     | 6 settembre 2005 | 23 aprile 2008   | | Controllo giudiziario |
| 9    | Néstor Kirchner                | 25 aprile 2008   | 29 giugno 2009   | Daniele Scioli                                                                                              |                       |
| 10   | Daniel Scioli                  | 29 giugno 2009   | 11 novembre 2009 | | ad interim            |
| (9)  | Néstor Kirchner                | 11 novembre 2009 | 27 ottobre 2010  | Daniel Scioli                                                                                               |                       |
| (10) | Daniel Scioli                  | 27 ottobre 2010  | 8 maggio 2014    | | ad interim            |
| (7)  | Eduardo Fellner                | 8 maggio 2014    | 3 maggio 2016    | 1°: Jorge Capitanich 2°: Antonio Caló                                                                       | ad interim            |
| 11   | José Luis Gioja                | 3 maggio 2016    | 10 aprile 2018   | 1°: Daniel Scioli 2°: Antonio Caló 3°: Lucía Corpacci 4°: Leonardo Nardini                                  |                       |
| 12   | Luis Barrionuevo               | 10 aprile 2018   | 2 agosto 2018    | 1°: Carlos Campolongo 2°: Julio Bárbaro                                                                     | Controllo giudiziario |
| 13   | José Luis Gioja                | 2 agosto 2018    | 22 marzo 2021    | Daniel Scioli                                                                                               |                       |
| 14   | Alberto Fernández              | 22 marzo 2021    | 17 novembre 2024 | 1°: Cristina Álvarez Rodríguez 2°: Axel Kicillof 3°: Analía Rach Quiroga 4°: Juan Manzur 5°: Lucía Corpacci |                       |
| 15   | Cristina Fernández de Kirchner | 17 novembre 2024 | in carica        | 1º: José Mayans 2º: Lucía Corpacci 3º: Germán Pedro Martínez 4º: Mariel Fernández 5º: Ricardo Pignanelli    |                       |